# 1706

## أحداث
- أكتوبر - توماس توينينجز، مؤسس تويننجز للشاي، يفتخ أول صالة شاي في برطانيا. ولا تزال مفتوحة حتى الآن (2014)

## مواليد
- بنجامين فرانكلين

## وفيات
- أحمد خاني
- بالتازار كيندرمان
- تسانغيانغ غياتسو
- محمد العالم بن إسماعيل - أمير مغربي.